# Eric Carl Trafvenfelt

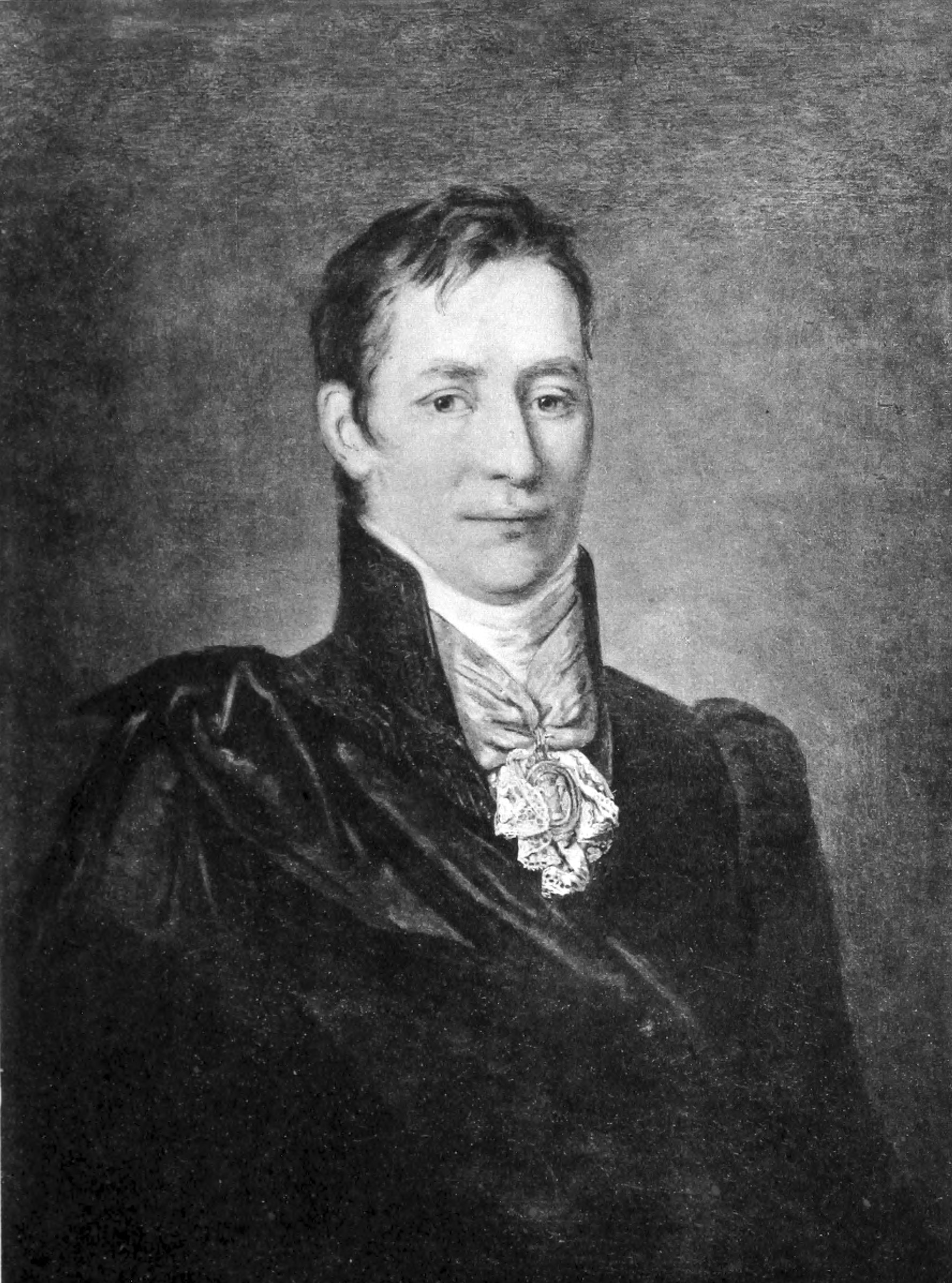
Eric Carl Trafvenfelt. Oljemålning.

Eric Carl Trafvenfelt, född 8 november 1774 i Alsike, död 17 januari 1835 i Stockholm, var en svensk läkare. 

## Biografi
Trafvenfelt blev student vid Uppsala universitet 1787, medicine doktor 1797 och kirurgie magister 1799. Åren 1797-1801 tjänstgjorde han som sekreterare i Collegium medicum och erhöll vid sin avgång professors titel. År 1812 blev han ledamot av Vetenskapsakademien. År 1813 utnämndes han till assessor i Sundhetskollegium och 1832 till medicinalråd där. 
Trafvenfelt var den egentlige stiftaren av Svenska Läkaresällskapet (1808) och 1812-1817 dess sekreterare. Vid hans avgång från denna befattning lät sällskapet över honom slå en medalj, och till sällskapet donerade han en icke obetydlig summa. Som medlem av ridderskapet och adeln väckte han 1809 förslag om en allmännare och förbättrad läkarvård på landet genom prästerskapets biträde samt om inrättande av ett institut för utbildning av fältläkare (detta tillkom 1810 som Institutet för fältläkares danande, senare Karolinska mediko-kirurgiska institutet, nuvarande Karolinska institutet).
Han var ledamot av direktionen för åtskilliga sjukvårds- och barmhärtighetsinrättningar samt verkade kraftigt för vaccinationens utbredning med mera. Många större och mindre avhandlingar av Trafvenfelt finns dels särskilt utgivna, dels intagna i Vetenskapsakademiens och Svenska Läkaresällskapets handlingar.